# 崇義戰鬥
崇義戰鬥發生於1922年5月29日，地點則是在中國贛西南崇義一帶。是北洋政府時期內戰之一，也是以孫中山主帥為名的第一次北伐戰事過程裡面之大型戰鬥。崇義戰鬥的交戰兩方為粵軍第一路及第三混成旅。戰鬥結束後，粵軍第一路黃大偉獲勝，並攻佔崇義。

## 參看
- 北洋政府
- 中華民國北洋政府時期內戰戰鬥列表